# باتريك غريس
باتريك غريس (بالإنجليزية: Patrick Grace)‏ هو سياسي أسترالي، ولد في 31 أكتوبر 1900، وتوفي في 6 يناير 1975. نشط حزبياً في حزب العمال الأسترالي. وقد انتخب عضو المجلس التشريعي نيو ساوث ويلز.